# Campeonato Mundial de Atletismo de 2011 - 10000 m masculino
A prova dos 10000 metros masculino do Campeonato Mundial de Atletismo de 2011 foi disputada em 28 de agosto  no Daegu Stadium, em Daegu

## Recordes
Antes desta competição, os recordes mundiais e do campeonato nesta prova eram os seguintes:
| Tipo                  | Atleta          | Tempo    | Local    | Data                 | Ref |
| --------------------- | --------------- | -------- | -------- | -------------------- | --- |
|                       | Kenenisa Bekele | 26:17:53 | Bruxelas | 26 de agosto de 2005 | ver |
| Recorde do campeonato | Kenenisa Bekele | 26:43:31 | Berlim   | 17 de agosto de 2009 | ver |

## Medalhistas
| Ouro                 | Prata               | Bronze            |
| Ibrahim Jeilan (ETH) | Mohamed Farah (GBR) | Imane Merga (ETH) |

## Cronograma
| Data         | Hora  | Evento |
| ------------ | ----- | ------ |
| 28 de agosto | 19:30 | Final  |

Todos os horários são horas locais (UTC +9)

## Resultados
A final ocorreu ás 19:30. 
| Colocação         | Atleta                 | Tempo               |
| ----------------- | ---------------------- | ------------------- |
| Medalha de ouro   | Ibrahim Jeilan         | 27 min 13 s 81      |
| Medalha de prata  | Mohamed Farah          | 27 min 14 s 07      |
| Medalha de bronze | Imane Merga            | 27 min 19 s 14      |
| 4                 | Zersenay Tadese        | 27 min 22 s 57      |
| 5                 | Martin Irungu Mathathi | 27 min 23 s 87      |
| 6                 | Peter Cheruiyot Kirui  | 27 min 25 s 63 (PB) |
| 7                 | Galen Rupp             | 27 min 26 s 84 (SB) |
| 8                 | Sileshi Sihine         | 27 min 34 s 11      |
| 9                 | Paul Kipngetich Tanui  | 27 min 54 s 03      |
| 10                | Matthew Tegenkamp      | 28 min 41 s 62      |
| 11                | Rui Silva              | 28 min 48 s 62      |
| 12                | Daniele Meucci         | 28 min 50 s 28      |
| 13                | Stephen Mokoka         | 28 min 51 s 97      |
| 14                | Scott Bauhs            | 29 min 03 s 92      |
| 15                | Yuki Sato              | 29 min 04 s 15      |
| 16                | Predefinição:Lien      | 29 min 38 s 38      |
|                   | Ali Hasan Mahbood      | DNF                 |
|                   | Bayron Piedra          | DNF                 |
|                   | Kenenisa Bekele        | DNF                 |
|                   | Teklemariam Medhin     | DNS                 |

Legenda
| Recorde mundial       | Recorde mundial (World record)               |                       | Recorde africano                      | Recorde africano (African) |                                           | Q | Classificado por posição (Qualified) |
| Recorde do campeonato | Recorde do campeonato (Championship record)  | Recorde da América    | Recorde da América (Americas)         | q                          | Classificado por melhor tempo (Qualified) |   |                                      |
| Melhor marca do ano   | Melhor marca do ano (World leading)          | Recorde asiático      | Recorde asiático (Asian)              | DNS                        | Não largou (Did not start)                |   |                                      |
| Recorde nacional      | Recorde nacional (National record)           | Recorde europeu       | Recorde europeu (European)            | DNF                        | Não terminou (Did not finish)             |   |                                      |
| Recorde pessoal       | Recorde pessoal do atleta (Personal best)    | Recorde da Oceania    | Recorde da Oceania (Oceania)          | DSQ / DQ                   | Desclassificado (Disqualified)            |   |                                      |
| Recorde da temporada  | Recorde da temporada do atleta (Season best) | Recorde sul-americano | Recorde sul-americano (South America) | NM                         | Sem marca (No mark)                       |   |                                      |